# Sophia Kianni
Sophia Kianni   (13 de desembre de 2001) és una emprenedora i activista social iraniano-nord-americana. És la fundadora i directora executiva de Climate Cardinals i l'assessora més jove de les Nacions Unides.

## Activisme

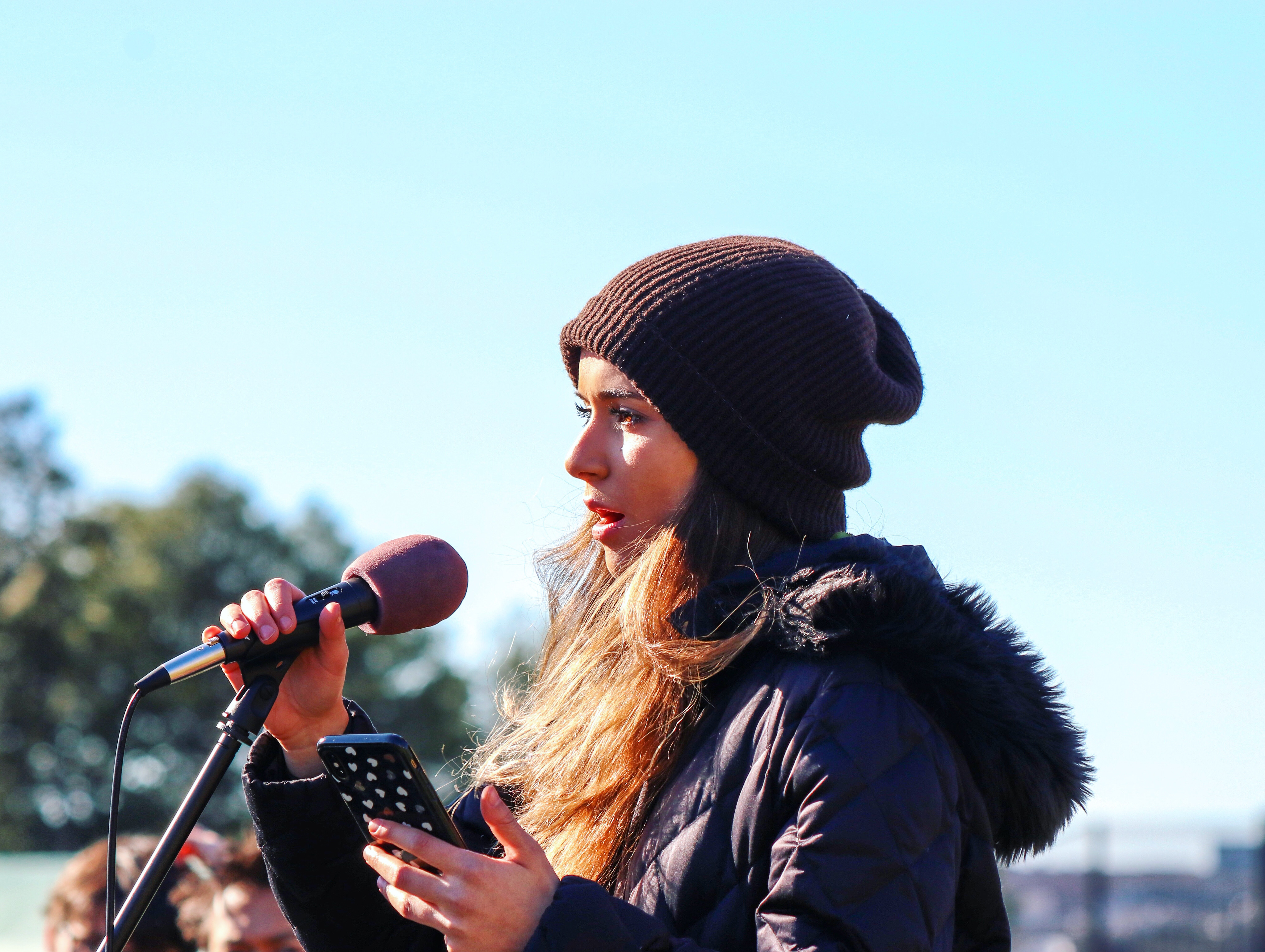
Kianni parlant a la vaga pel clima del Black Friday del 2019

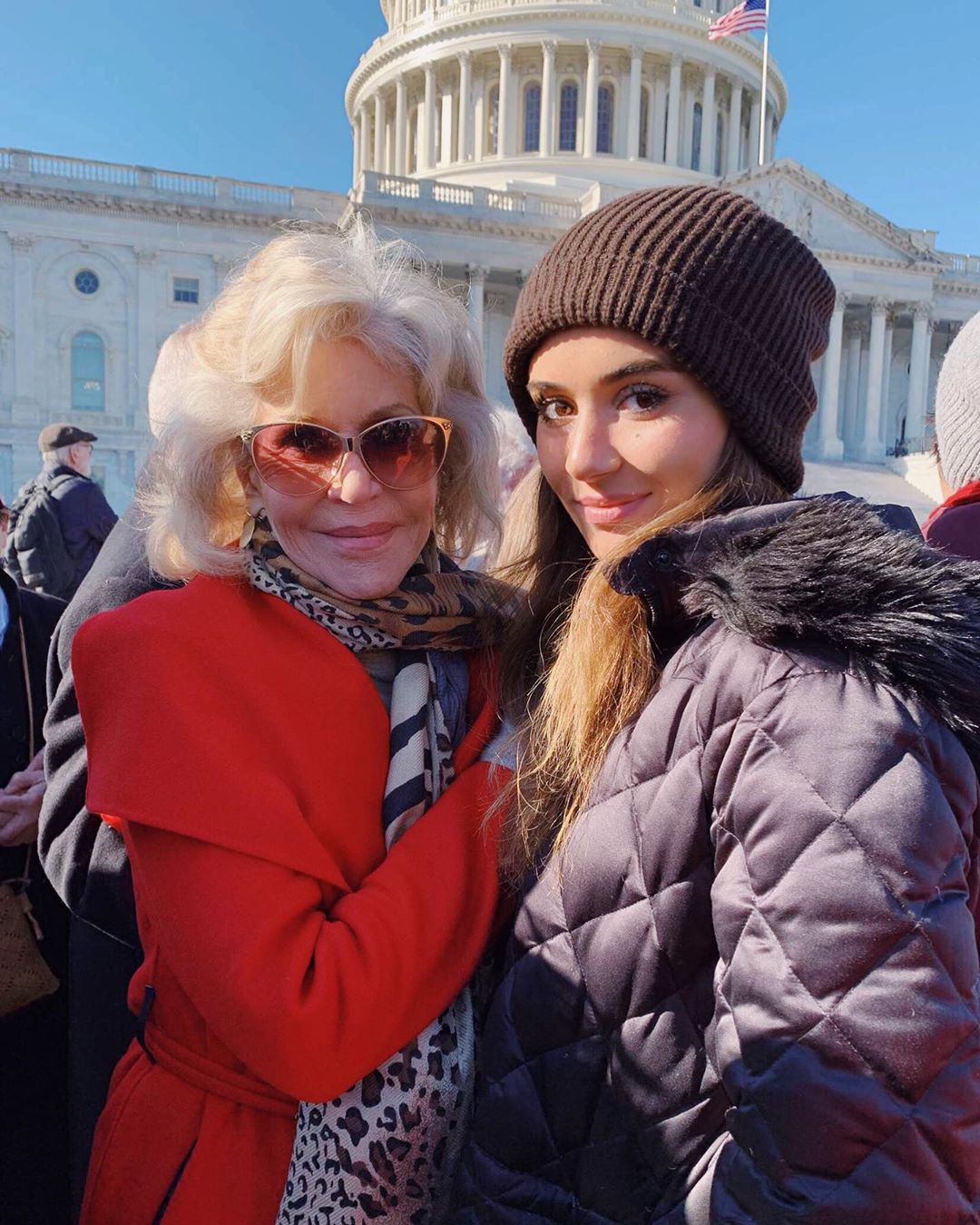
Jane Fonda (esquerra) i Kianni (dreta) a l'esdeveniment Fire Drill Fridays DC celebrat davant de l'edifici del Capitoli.

Kianni es va interessar per l'activisme climàtic mentre estava a l'escola secundària a Teheran, quan una nit les estrelles es van enfosquir pel boirum. Kianni ho va descriure com "un senyal que el nostre món s'està escalfant a un ritme aterridor". Més tard es va unir al grup de Greta Thunberg, Fridays for Future, i es va prendre un temps lliure a l'escola per donar suport a l'acció contra el canvi climàtic. També va ajudar a organitzar la vaga pel clima del Black Friday del 2019. El 2019 es va convertir en estratega nacional de Fridays for Future i coordinadora d'associacions nacionals per l'organització Zero Hour.
El novembre de 2019, Kianni va abandonar l'escola per unir-se a un grup de manifestants organitzat per Extinction Rebellion que tenia la intenció de fer una vaga de fam d'una setmana i una asseguda a l'oficina de la presidenta de la Cambra, Nancy Pelosi, de Washington, DC, exigint una conversa d'una hora davant la càmera sobre el canvi climàtic. En l'àmbit local, hi havia aproximadament una desena de participants; amb 17 anys, Kianni era la més jove i una de les dues dones. Kianni no era membre d'XR, i només va participar en el primer dia de l'assentada, però va fer un discurs preparat i entrevistes a la premsa i va continuar la vaga de fam a distància. Kianni va escriure sobre la seva participació en la protesta per a Teen Vogue. El febrer de 2020, Kianni va ser nomenada portaveu d'⁣Extinction Rebellion.
L'any 2020, l'activisme de Kianni es va veure reduït pel tancament de l'escola i els requisits de distanciament social de la pandèmia de la COVID-19, i es van retardar les seves intervencions a col·legis com ara la Universitat Stanford, la Universitat de Princeton i la Universitat de Duke. Kianni va poder continuar el seu activisme a distància amb la seva xerrada a la Universitat Tecnològica de Michigan. A més, Kianni va decidir accelerar el desenvolupament d'un lloc web previst, Climate Cardinals, que traduiria la informació sobre el canvi climàtic a diferents idiomes.
El juliol de 2020, Kianni va ser nomenada pel secretari general de les Nacions Unides, António Guterres, com a membre del seu nou Grup Assessor Juvenil sobre Canvi Climàtic, un grup de set líders climàtics joves per assessorar-lo sobre l'acció per a la crisi climàtica. Kianni era la més jove del grup, formada per persones d'entre 18 i 28 anys. Va ser l'única que representava els Estats Units, i també l'única que representava l'Orient Mitjà i l'Iran.
El setembre de 2021, Kianni va ser una de les 4 copresidentes de l'esdeveniment Youth4Climate a Milà, preliminar a la Conferència de les Nacions Unides sobre el Canvi Climàtic de 2021 o COP26. Climate Cardinals va traduir el manifest Youth4Climate que en va resultar en les 6 llengües oficials de les Nacions Unides. A la mateixa COP26, el novembre de 2021 a Glasgow, Kianni va parlar en diverses taules i es va reunir amb António Guterres, secretari general de les Nacions Unides. L'octubre de 2022, Kianni va ser elegida per Vogue Arabia per representar l'ONU i parlar a la COP27 a Sharm el-Sheikh, Egipte. El 2023 es va incorporar a la junta directiva del Museu de les Nacions Unides - UN Live.

### Reconeixement
El desembre de 2020, Kianni va ser nomenada una de les 20 elegides per la revista Vice, per ser el representant dels Estats Units del Grup Assessor Juvenil de les Nacions Unides sobre el Canvi Climàtic i per iniciar Climate Cardinals. El desembre de 2021, Kianni va ser elegida com una de les 21 persones de menys de 21 anys de Teen Vogue pel seu activisme climàtic. El novembre de 2022, va ser nomenada com una de les 30 menors de 30 anys de <i id="mwjQ">Forbes</i> per a l'activisme climàtic per al 2023. Business Insider la va nomenar un dels líders globals "Climate Action 30" que treballen cap a solucions climàtiques.

### Discursos
Kianni ha parlat en diverses conferències arreu del món, com ara Web Summit, l'Arch Summit 2022, Washington Post Live, BBYO Insider, Public Interest Environmental Law Conference, New York Times. Events' Climate Hub, i TED Countdown.

## Climate Cardinals
Climate Cardinals és una organització internacional sense ànim de lucre dirigida per joves fundada per Kianni el 2020 per oferir informació sobre el canvi climàtic en tots els idiomes. Va rebre el nom del cardenal vermell, l'ocell de l'estat de Virgínia, i una metàfora de la informació que volava per tot el món. Kianni es va inspirar pels anys que va passar traduint articles en anglès sobre el canvi climàtic al persa per als seus parents iranians, ja que els mitjans iranians amb prou feines van cobrir el tema. Diu que va notar que el contingut informatiu sobre el canvi climàtic només està disponible en anglès o, en el millor dels casos, en xinès i espanyol, cosa que els va fer inaccessibles per als parlants d'altres idiomes.
Climate Cardinals es va llançar el maig de 2020 i 1.100 voluntaris es van registrar per convertir-se en traductors el primer dia. També es van associar amb Radio Javan, una ràdio en llengua iraniana amb més de 10 milions de seguidors, per compartir gràfics i traduccions amb els iranians. Climate Cardinals està patrocinat per la International Student Environmental Coalition com a organització sense ànim de lucre, que permet als estudiants que participen en les seves traduccions guanyar hores de servei comunitari per la seva feina. L'agost de 2020, el grup tenia més de 5.000 voluntaris, amb una edat mitjana de 16 anys. El desembre de 2020, comptava amb 8.000 voluntaris i col·laboracions amb UNICEF i Traductors Sense Fronteres. L'organització ha arribat a més de 350.000 persones amb més de 750.000 paraules d'informació climàtica traduïdes.
El 2023, Climate Cardinals es va associar amb el Google Cloud AI Translation Hub per traduir 800.000 paraules a 40 idiomes, cosa que segons Kianni és la mateixa producció en tres mesos com en els dos anys anteriors.

## Periodisme
Kianni va escriure un article del 2019 per a Teen Vogue sobre la vaga de fam de l'oficina de Pelosi. El 2020, va escriure dos articles sobre els efectes del coronavirus, per a l'edició d'Orient Mitjà de la revista Cosmopolitan sobre els efectes en la celebració de Nowruz de la seva família extensa, i un altre per a Refinery29 sobre els efectes en el seu horari diari com a activista climàtica. Va escriure un article per a MTV News per al 50è aniversari del Dia de la Terra, que va ajudar a coordinar, i un altre el 2022 per a The Washington Post sobre com viu de manera sostenible a la universitat.
El 2021, Kianni va començar a organitzar un podcast per a The New Fashion Initiative, entrevistant experts implicats en la indústria de la moda sobre com abordar el canvi climàtic. El 2023, es va associar amb Greta Thunberg i Vanessa Nakate per escriure un editorial de la CNN que qualificava de traïció l'aval del president nord-americà Joe Biden al projecte Willow de perforació de petroli d'Alaska.

## Vida personal
Kianni viu amb la seva mare, el seu pare, la seva germana petita i dos agapornis a McLean, Virgínia. Va estudiar a la Henry Wadsworth Longfellow Middle School, on el seu equip va guanyar l'⁣Olimpíada de Ciència a tot l'estat, i a la Thomas Jefferson High School for Science and Technology, on va ser semifinalista del National Merit Scholarship Program. Després de graduar-se a l'escola secundària el 2020, va assistir a la Universitat d'Indiana. Es va traslladar a la Universitat Stanford el 2021, on es va especialitzar en Ciència, Tecnologia i Societat i estudia ciències climàtiques i polítiques de salut.
Kianni va rebre una gran atenció als mitjans com a exemple d'una adolescent que reaccionava a les mesures de distanciament social relacionades amb la pandèmia de COVID-19⁣: CNN, la revista Time i The Washington Post van escriure sobre com ella i els seus amics mantenien la interacció personal amb xats de vídeo de Zoom i vídeos de TikTok.